# Nová Ves u Leštiny
Nová Ves u Leštiny település Csehországban, a Havlíčkův Brod-i járásban. Nová Ves u Leštiny Golčův Jeníkov, Leština u Světlé, Chrtníč, Vlkaneč és Zbýšov településekkel határos. Lakosainak száma 118 fő (2024. január 1.).

## Népesség
A település lakosságának változását az alábbi diagram mutatja:
| Lakosok száma | 326  | 237  | 258  | 178  | 129  | 102  | 120  | 126  | 114  | 118  |
|               | 1869 | 1900 | 1921 | 1961 | 1980 | 2011 | 2016 | 2019 | 2021 | 2024 |